# 쓰루가오카하치만궁
쓰루가오카하치만궁(일본어: 鶴岡八幡宮 쓰루가오카하치만구[*])은 일본의 신사 중 하나로, 가나가와현 가마쿠라시에 있다. 사가미국의 이치노미야 (제1신사)였다. 지금은 신사본청의 별표신사 중 하나이다. 오진 천황, 히메노카미, 진구 황후를 모시고 있다.

## 역사
고헤이 6년(1063년) 8월, 가와치(河內) 국(지금의 일본 오사카부 하비키노시)을 본거지로 한 가와치 겐지의 2대 도료(棟梁, 당주)였던 미나모토노 요리요시(源賴義)가 전9년의 역에서 전승을 기원했던 교토(京都)에 있던 이와시미즈 하치만구(石淸水八幡宮)의 호국사(혹은 가와치 겐지 집안의 씨신인 쓰바이 하치만구)를 가마쿠라의 유이노사토(由比鄕) 쓰루가오카(鶴岡)에 쓰루가오카 와카미야(鶴岡若宮)로서 권청한 것이 처음이다. 에이호(永保) 원년(1081년) 2월에는 3대 도료인 미나모토노 요시이에(源義家)가 이곳을 수리했는데, 특히 요시이에는 이와시미즈 하치만구에서 관례를 올리고 스스로를 하치만타로(八幡太郞) 요시이에라 칭한 것으로 유명하다.
지쇼4년(1180년) 10월, 헤이케 타도의 군사를 일으켜 가마쿠라로 들어온 가와치 겐지의 후예 미나모토노 요리토모는 이 달 12일, 신궁을 현재의 위치인 고바야시노사토(小林鄕) 기타야마(北山)로 옮긴다. 이후 이 신전을 중심으로 훗날 막부의 중추가 될 시설들이 정비되어 갔다. 겐큐 2년(1191년)에 신전이 화재로 불탄 뒤에는 상·하 양궁 체제로서 거듭 이와시미즈 하치만구의 호국사를 권청했다. 죠겐(承元) 2년(1208년)에는 신궁사(神宮寺)가 지어진다.
미나모토노 요리토모가 가마쿠라 막부를 열게 된 뒤, 미나모토노 요시이에의 권청으로 이루어졌다는 연고도 있었기에 일본의 무사 집안들로부터 숭배와 경외의 대상이 되었지만, 가마쿠라 막부가 쇠퇴한 뒤에는 승방의 수도 감소하는 등 쇠퇴했고, 센고쿠 시대에는 사토미(里見) 집안이 불을 지르기도 했는데(쓰루가오카 하치만구 전투), 호조 우지쓰나가 다시 일으켰다. 에도 시대에는 에도 막부의 비호를 받아 규모가 더욱 넓어졌는데, 인왕문, 관음당, 법화당 등 불교적인 이름이 붙은 당우가 건립되었고, 3대 쇼군 이에미쓰(家光)의 치세에는 약사당, 종루, 누문 등도 지어졌다. 또 경내에는 넓이 다섯 간 되는 다보대탑이나 동조궁(東照宮)도 존재했다.
에도 막부가 무너지고, 1868년 3월 13일에 신정부는 신사의 신주(神主)를 겸하고 있는 승려들에 대한 환속 명령을 내렸으며, 1870년에 대교선포(大敎宣布)로 신도가 국교로 지정되면서, 쓰루가오카 하치만궁에 대해서도 이른바 '폐불훼석' 운동이 시작되었다. 에도 시대 이래의 다보대탑 등의 불당은 파괴되고 불상이나 불구(佛具), 경전 등도 파괴되고 소각처분되거나 뿔뿔이 흩어져, 일부는 현재 가마쿠라 내의 주후쿠 사(壽福寺), 센소 사(淺草寺), 후몬인(普門院) 등의 절과 고토(五島) 미술관, 도쿄 국립 박물관에 보관되어 있다. 가까스로 남아있던 불당도 화재로 소실되고, 지금은 외국인 관광객이 촬영한 사진이나 스케치로만 남아 있다.

## 경내
쓰루가오카 하치만구의 본궁(本宮, 상궁上宮)은 에도 시대인 분세이(文政) 11년(1828년)에 쇼군 도쿠가와 이에나리(徳川家斉)에 의해 재건된 것으로 일본의 중요문화재이다. 61개의 커다란 돌계단을 올라 사쿠라다몬(桜門)을 지나서 깊숙이 위치한 배전(拝殿)에서 본전으로 이어진다. 계단 밑에도 무전(舞殿)이 있는데 「하배전(下拝殿)」이라 불리는 곳으로 앞면에 있는 건축물은 21세기에 들어 증축된 것이며 당초에는 붉은칠이 없이 새하얗게 되어 있었다.
미나모토노 요리토모의 요구로 춤을 추게 된 시즈카 고젠(静御前)이 요리토모의 면전에서 미나모토노 요시쓰네(源義経)를 사모하는 노래를 불렀다는 일화가 유명한데, 물론 당시에는 오늘날과 같은 무전이 없었고, 와카미야(若宮) 사전(社殿)의 회랑에서 춤을 추었다고 한다.
| “ | 吉野山 峰の白雪 ふみわけて 入りにし人の 跡ぞ恋しき しづやしづ しづのをだまき くり返し 昔を今に なすよしもがな 요시노 산봉우리 흰 눈을 헤치고 들어가신 그대 발자취를 따르고 싶어라. 시즈여 시즈 하시던 그때로 시간을 돌릴 수 있다면 좋으련만 | ” |

요리토모는 이에 몹시 격노했지만, 옆에 있던 호조 마사코는 유인(流人) 시절 요리토모와의 힘든 만남을 가지던 때와 그가 헤이케 타도를 외치며 거병했을 때의 불안했던 나날들을 말하며 "그때의 제 심정이 지금의 시즈카와 같습니다. 요시쓰네로부터 여러 해에 걸쳐 받아온 사랑을 잊고, 연모하지 않는다면 정결한 여인이라 할 수 없겠지요. 내가 저 자리에 있었어도 지금과 똑같이 노래했을 겁니다." 라며 요리토모를 달랬고 요리토모는 이에 노염을 거두고 시즈카에게 상을 내렸다고 한다.
또한 경내에는 「겐페이노이케(源平池)」라는, 호조 마사코(北条政子)가 팠다는 전설이 있는 연못이 있는데, 겐지노이케(源氏池)에는 인공섬이 세 개, 헤이케노이케(平家池)에는 4개의 인공섬이 조성되어 있어 각자 태어나고 죽는 인간의 일생을 의미한다. 겐지노이케의 인공섬의 경우는 섬 안에 기상변천사(旗上弁天社)라는 신사가 있다. 겐페이노이케에는 돌다리가 있는데, 「태고교(太鼓橋)」라 불리는 것으로 원래는 나무로 만들어져 붉은색을 입히고 「적교(赤橋)」라 불렸다. 호조 씨의 방계인 아카바시(赤橋) 집안의 묘지(苗字)는 이 다리 이름에서 따온 것이다. 예전에는 다리로의 출입이 가능했고 다리 위에서 기념촬영을 할 수도 있었지만 오늘날에는 울타리로 막혀 있다.

### 잠복 은행나무
겐포(建保) 7년(1219년) 1월 27일 2대 쇼군 미나모토노 요리이에의 아들로 하치만구 벳토였던 구교(公暁)가 사네토모를 암살할 때 숨어있었다는, 잠복 은행나무(隠れ銀杏)라는 별명이 붙은 거대한 은행나무가 쓰루가오카 하치만구 본전 입구 앞에 서 있었다. 이 전설이 널리 퍼지게 된 것은 에도 시대(江戸時代)에 들어서였고, 당대의 사료에는 전하지 않는 이야기로써 수령 8백 년에서 천 년 정도 되는 나무의 수령으로 미루어 가마쿠라 초기에는 사람이 숨어 있을 정도로 굵지는 않았다는 주장도 있어 진위를 가릴 수 없다. 구교가 숨은 것은 이 나무의 선대 나무이고 에도 시대에 잠복 은행나무로 알려진 나무는 2대째로 실제 잠복 은행나무의 아들뻘 되는 나무라고 해석하는 설도 있었다. 잠복 은행나무는 1955년부터 가나가와 현의 천연기념물로 지정되어 쓰루가오카 하치만구의 심벌 비슷한 존재로써 자리잡았으나, 2010년 3월 10일 4시 40분경 가마쿠라 시에 불었던 강풍으로 은행나무는 뿌리째 뽑혀 쓰러져 버렸다. 쓰러진 나무는 세 부분으로 나뉘어 3월 15일 뿌리부터 높이 4미터까지에 해당하는 부분을 원래 있던 장소에서 7미터 떨어진 곳으로 옮겨 심었다. 나머지 두 부분은 하치만구 경내에 보존되었다. 옮겨 심은 부분에서는 다시 싹이 돋아난 것이 확인되었다.

## 같이 보기
- 아즈마카가미